# Yasuda Akira
Yasuda Akira (安田 朗), sinh ngày 21 tháng 7 năm 1964, là một họa sĩ phim hoạt họa, nhà thiết kế nhân vật và nhà thiết kế trò chơi điện tử người Nhật có nghệ danh là Akiman.

## Sự nghiệp
Yasuda trước kia là nhân viên của công ty trò chơi điện tử Capcom, làm việc trong nhiều trò chơi và đã thiết kế rất nhiều nhân vật cho các trò chơi như loạt Final Fight và Street Fighter II dưới nghệ danh là Akiman. Ông rời Capcom vào năm 2003 và bắt đầu hành nghề nghệ sĩ tự do.
Yasuda xếp ở vị trí 67 trong danh sách "top 100 nhà sáng tạo trò chơi điện tử" của IGN.

## Công việc

### Anime
- ∀ Gundam
- ∀ Gundam I: Earth Light
- ∀ Gundam II: Moonlight Butterfly
- Overman King Gainer
- Code Geass

### Trò chơi điện tử
- 1942
- Side Arms
- Forgotten Worlds
- Final Fight
- Loạt Street Fighter II
- Loạt Super Street Fighter II
- Captain Commando
- The Punisher
- Darkstalkers: The Night Warriors
- Vampire Savior: Jedah's Damnation
- X-Men: Children of the Atom
- Marvel Super Heroes
- Red Earth
- Street Fighter Alpha 2
- Street Fighter Alpha 3
- X-Men vs. Street Fighter
- Marvel Super Heroes vs. Street Fighter
- Marvel vs. Capcom: Clash of Super Heroes
- Street Fighter III
- Street Fighter III: 3rd Strike
- Final Fight Revenge
- Tech Romancer
- Star Gladiator
- Plasma Sword: Nightmare of Bilstein
- Power Stone
- Power Stone 2
- Red Dead Revolver
- Gundam: True Odyssey
- Culdcept Saga
- Fushigi no Dungeon: Furai no Shiren DS
- Sangokushi Taisen DS
- Brave Story: New Traveler
- Kidou Senshi Gundam: Giren no Yabou - Axis no Kyoui V